# Ngasinan (Bener)
Ngasinan is een bestuurslaag in het regentschap Purworejo van de provincie Midden-Java, Indonesië. Ngasinan telt 1683 inwoners (volkstelling 2010).